# Anthony Henley (3e baron Henley)
Anthony Henley Henley, 3e baron Henley (12 avril 1825-27 novembre 1898), également 1er baron Northington dans la pairie du Royaume-Uni, est un pair britannique et un député libéral.

## Biographie
Il est le fils de Robert Henley (2e baron Henley). Le Lord grand chancelier Robert Henley (1er comte de Northington), est son arrière-grand-père. Il succède à son père comme troisième baron Henley en 1841, mais comme il s'agit d'une pairie irlandaise, cela ne lui donne pas droit à un siège à la Chambre des lords. Il est élu à la Chambre des communes pour Northampton en 1859, siège qu'il occupe jusqu'en 1874. En 1885, le titre de Northington détenu par son arrière-grand-père est ravivé lorsqu'il est créé baron Northington, de Watford dans le comté de Northampton, dans la pairie du Royaume-Uni. Ce titre lui donne, ainsi qu'aux derniers barons, un siège automatique à la Chambre des Lords.
Il est nommé haut shérif du Northamptonshire pour 1854.
Lord Henley épouse, tout d'abord, Julia Emily Augusta, fille du très révérend John Peel, doyen de Worcester, en 1846. Après sa mort en 1862, il épouse, en secondes noces, Clara Campbell Lucy, fille de Joseph HS Jekyll, en 1870. Il est décédé en novembre 1898, à l'âge de 73 ans, et son fils aîné Frederick lui succède. Lady Henley est décédée en 1922.